# Amt Ture

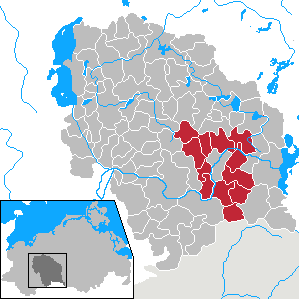
Amt Ture im Landkreis Parchim

Im Amt Ture (Landkreis Parchim in Mecklenburg-Vorpommern) waren seit 1991 die zwölf Gemeinden Broock, Gallin, Gischow, Granzin, Karbow-Vietlübbe, Kreien, Kritzow, Kuppentin,  Lutheran, Passow, Wahlstorf und Werder zur Erledigung ihrer Verwaltungsgeschäfte zusammengeschlossen. 1992 kam die Gemeinde Herzberg hinzu. Der Sitz der Amtsverwaltung befand sich in der nicht amtsangehörigen Stadt Lübz, die vom Amtsgebiet ringförmig umschlossen war. Die Gemeinden Gallin und Kuppentin vereinigten sich am 13. Juni 1999 zur Gemeinde Gallin-Kuppentin. Am 1. Juli 2004 wurde das Amt Ture aufgelöst. Die Gemeinden fusionierten zusammen mit den Gemeinden des ebenfalls aufgelösten Amtes Marnitz sowie der vormals amtsfreien Stadt Lübz zum neuen Amt Eldenburg Lübz.